# Strzelectwo na Letnich Igrzyskach Olimpijskich 1908 – trap, drużynowo
Trap drużynowo był jedną z konkurencji strzeleckich na Letnich Igrzyskach Olimpijskich 1908. Zawody odbyły się w dniach 9-11 lipca. W zawodach uczestniczyło 24 zawodników z 3 państw.
Zawody składały się z trzech rund. W pierwszej rundzie zawodnicy strzelali do 30 dysków, w drugiej do 25 dysków i do 50 dysków w trzeciej rundzie.
Wielka Brytania wystawiła dwie drużyny. W zawodach wystąpili również Kanadyjczycy i Holendrzy. Swój udział w zawodach zgłosili również Belgowie, Francuzi oraz Szwedzi, jednak nie wystartowali z zawodach. Drużyna holenderska została wyeliminowana przed rundą finałową.

## Wyniki
| Miejsc | Państwo            | Zawodnik                         | Wyniki  | Wyniki  | Wyniki  | Wyniki |
| Miejsc | Państwo            | Zawodnik                         | Runda 1 | Runda 2 | Runda 3 | Wynik  |
| ------ | ------------------ | -------------------------------- | ------- | ------- | ------- | ------ |
| 1      | Wielka Brytania #1 | Łączny wynik                     | 127     | 96      | 184     | 407    |
| 1      | Wielka Brytania #1 | Alexander Maunder                | 25      | 18      | 40      | 83     |
| 1      | Wielka Brytania #1 | James Pike                       | 23      | 22      | 32      | 77     |
| 1      | Wielka Brytania #1 | Charles Palmer                   | 25      | 12      | 34      | 71     |
| 1      | Wielka Brytania #1 | John Postans                     | 16      | 14      | 31      | 61     |
| 1      | Wielka Brytania #1 | Frederic Moore                   | 22      | 15      | 23      | 60     |
| 1      | Wielka Brytania #1 | Peter Easte                      | 16      | 15      | 24      | 55     |
| 2      | Kanada             | Łączny wynik                     | 114     | 95      | 196     | 405    |
| 2      | Kanada             | Walter Ewing                     | 24      | 19      | 38      | 81     |
| 2      | Kanada             | George Beattie                   | 20      | 18      | 35      | 73     |
| 2      | Kanada             | Arthur Westover                  | 22      | 15      | 35      | 72     |
| 2      | Kanada             | Mylie Fletcher                   | 18      | 13      | 34      | 65     |
| 2      | Kanada             | George Vivian                    | 18      | 12      | 28      | 58     |
| 2      | Kanada             | Donald McMackon                  | 12      | 18      | 26      | 56     |
| 3      | Wielka Brytania #2 | Łączny wynik                     | 106     | 84      | 182     | 372    |
| 3      | Wielka Brytania #2 | George Whitaker                  | 15      | 18      | 37      | 70     |
| 3      | Wielka Brytania #2 | Gerald Skinner                   | 17      | 16      | 30      | 63     |
| 3      | Wielka Brytania #2 | John Butt                        | 19      | 12      | 31      | 62     |
| 3      | Wielka Brytania #2 | William Morris                   | 18      | 12      | 32      | 62     |
| 3      | Wielka Brytania #2 | Harold Creasey                   | 20      | 14      | 25      | 59     |
| 3      | Wielka Brytania #2 | Richard Hutton                   | 17      | 12      | 27      | 56     |
| 4      | Holandia           | Łączny wynik                     | b.d     | b.d     | —       | 174    |
| 4      | Holandia           | John Wilson                      | b.d     | b.d     | —       | 34     |
| 4      | Holandia           | Franciscus van Voorst tot Voorst | b.d     | b.d     | —       | 34     |
| 4      | Holandia           | Cornelis Viruly                  | b.d     | b.d     | —       | 28     |
| 4      | Holandia           | Eduardus van Voorst tot Voorst   | b.d     | b.d     | —       | 28     |
| 4      | Holandia           | Rudolph van Pallandt             | b.d     | b.d     | —       | 26     |
| 4      | Holandia           | Reindert de Favauge              | b.d     | b.d     | —       | 24     |